# Esther García Llovet
Esther García Llovet (Màlaga, 23 de novembre de 1963) és una escriptora espanyola, autora de contes i novel·les.

## Biografia
Llicenciada en Psicologia clínica, també té estudis de direcció cinematogràfica i ha treballat com a guionista de documentals. Va començar a escriure el 2000 per la gran impressió que li va produir el descobriment de la literatura de Roberto Bolaño.
La crítica ha subratllat la importància de la influència del cinema en el seu llenguatge literari, així com la d'autors realistes nord-americans, especialment de Raymond Carver.
Ha escrit reportatges en publicacions periòdiques com el suplement  El Viajero del diari El País o la revista Qué Leer.

## Obres
- Coda, Madrid, Lengua de Trapo, 2003
- Submáquina, Madrid, Salto de página, 2009.
- Las crudas, A Coruña, Ediciones del Viento, 2009.
- Mamut, Barcelona, Ediciones Malpaso, 2014.
- Cómo dejar de escribir, Barcelona, Anagrama, 2017.
- Sánchez, Barcelona, Anagrama, 2019.
- Gordo de feria, Barcelona, Anagrama, 2020.
- Spanish Beauty, Barcelona, Anagrama, 2022. El 2025 ha sortit una traducció a l'anglès feta per Richard Village i publicada per Foundry Editions.[1] A principis de 2025 se n’estava preparant una versió cinematogràfica.[1]
- Los guapos, Barcelona, Anagrama, 2024.

### Participació en llibres col·lectius
- «Playa Monza» a Todo un placer: antología de relatos eróticos femeninos. Còrdova: Berenice, 2005.
- «Las Vegas» a En las ciudades. Hilario J. Rodríguez (editor). Madrid: Notorius Ediciones, 2009.
- [Microrrelat sense títol] en El libro del voyeur. Pablo Gallo (il·lustrador i editor). A Coruña: Ediciones del Viento, 2010.
- Mi madre es un pez. Sergi Bellver i Juan Soto Ivars (antòlegs). Barcelona: Libros del Silencio, 2011.
- «El hijo secreto de Yuri Gagarin» a Rusia imaginaria. Care Santos (editora). Madrid: Nevsky Prospects, 2011.
- «La M-30, gran velada» a Madrid, con perdón. Mercedes Cebrián (editora). Madrid: Caballo de Troya, 2012.
- 666. Edició de Carmen Jiménez. Autores: Elia Barceló, Cristina Cerrada, Marta Sanz, Pilar Adón, Esther García Llovet i Susana Vallejo. Sub Urbano, 2014.

### Antologies
- Siglo XXI. Los nuevos nombres del cuento español actual. Edició de Gemma Pellicer i Fernando Valls. Palència: Menoscuarto, 2010.
- Madrid, Nebraska. EE.UU en el relato español del siglo XXI. Edició i pròleg de Sergi Bellver. El Boalo (Madrid): Bartleby, 2014.[2]